# نیکولو کامبیاگی
نیکولو کامبیاگی (انگلیسی: Nicolò Cambiaghi؛ زادهٔ ۲۸ دسامبر ۲۰۰۰) بازیکن فوتبال اهل ایتالیا است.